# Tom Ince
Thomas Christopher ("Tom") Ince (Stockport, 30 januari 1992) is een Engels voetballer die doorgaans als vleugelaanvaller speelt. Hij tekende in juli 2018 een contract tot medio 2022 bij Stoke City, dat ruim €11.000.000,- voor hem betaalde aan Huddersfield Town. Ince is een zoon van Paul Ince, voormalig aanvoerder van het Engels voetbalelftal.

## Clubcarrière
Ince is een jeugdproduct van Liverpool. Die club leende hem gedurende het seizoen 2010-2011 uit aan Notts County. In 2011 was hij transfervrij en tekende hij een tweejarig contract bij Blackpool, op dat moment actief in de Championship. Hij maakte op 11 augustus 2011 zijn debuut voor The Seasiders in een duel in het toernooi om de League Cup tegen Sheffield Wednesday. Op 18 oktober scoorde hij zijn eerste doelpunt voor de club, tegen Doncaster Rovers. Ince scoorde in de periode oktober-november 2012 in vier opeenvolgende competitiewedstrijden.

## Interlandcarrière
Ince kwam uit voor Engeland -17, Engeland -19 en Engeland -21.
1 Gunn ·
3 Fox ·
4 Allen ·
5 Lindsay ·
6 Batth ·
7 Ince ·
9 Vokes ·
11 McClean ·
12 Chester ·
13 Obi Mikel ·
14 Smith ·
16 Davies ·
17 Shawcross  ·
18 Brown ·
19 Gregory ·
20 Oakley-Boothe ·
21 Fletcher ·
22 Clucas ·
23 Verlinden ·
24 Cousins ·
25 Powell ·
26 Campbell ·
29 Bauer ·
30 Wimmer ·
34 Thompson ·
35 Tymon ·
36 Souttar ·
37 Collins ·
40 Nna Noukeu ·
Coach: O'Neill